# Estaires

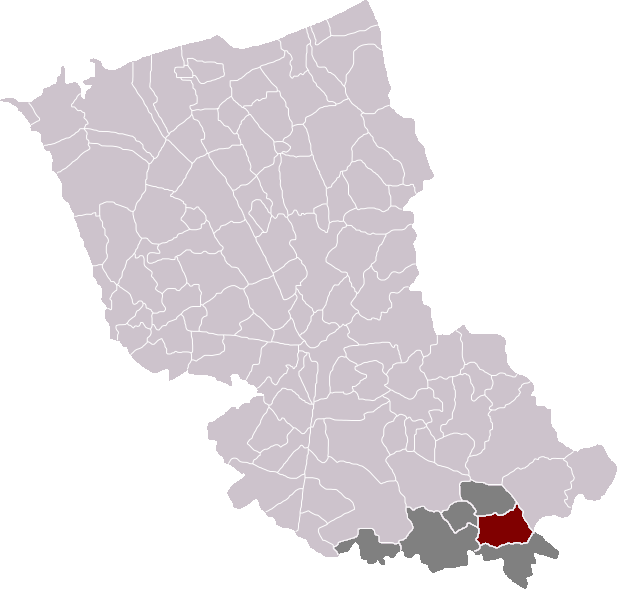
Localització d'Estaires

Estaires (en neerlandès Stegers) és un municipi francès, situat a la regió dels Alts de França, al departament del Nord, que forma part de la Westhoek. L'any 2006 tenia 5.899 habitants. Limita al nord-oest amb Neuf-Berquin, al nord amb Le Doulieu, al nord-est amb Steenwerck a l'est amb Sailly-sur-la-Lys, al sud amb La Gorgue, i al sud-oest amb Merville.

## Fills il·lustres
- Pierre Joseph Candeille (1744-1827), cantant i compositor.

## Demografia
| 1962                                       | 1968  | 1975  | 1982  | 1990  | 1999  |
| ------------------------------------------ | ----- | ----- | ----- | ----- | ----- |
| 4.934                                      | 5.003 | 5.350 | 5.317 | 5.434 | 5.691 |
| Des de 1962: població sense dobles comptes |       |       |       |       |       |

## Administració
| Període   | Identitat        | Partit        |
| --------- | ---------------- | ------------- |
| 1985-1986 | Jeanine Douche   |               |
| 1986-1998 | Georges Ficheux  |               |
| 1998-2008 | Josette Fruchart | Unió pel Nord |
| 2008-     | Bruno Ficheux    | Divers droite |